# Sky Rojo
Sky Rojo es una serie de televisión dramática española original de Netflix, estrenada el 19 de marzo de 2021 en 190 países del mundo. La serie narra la huida de tres prostitutas de su burdel, y las peripecias a las que deben enfrentarse. Actualmente la serie ha estrenado tres temporadas, de 8 capítulos cada una, con una duración de aproximadamente 25 minutos por episodio. La segunda temporada fue estrenada el 23 de julio de 2021; el 12 de agosto de 2021 Sky Rojo fue renovada para una tercera y última temporada, que originalmente iba a ser estrenada en algún momento del 2022 pero finalmente se estrenó el viernes 13 de enero de 2023.
La serie está creada por Álex Pina y Esther Martínez Lobato. Se trata de un formato innovador de serie dramática que combina múltiples géneros, y sus creadores la denominan "pulp latino". La serie está protagonizada por Verónica Sánchez, Miguel Ángel Silvestre, Asier Etxeandia, Lali Espósito, Yany Prado y Enric Auquer.

## Trama
Coral (Verónica Sánchez), Wendy (Lali Espósito) y Gina (Yany Prado) son tres prostitutas que huyen del club de alterne Las novias. Un burdel de lujo, donde se puede satisfacer la fantasía más oscura rodeado de luces de neón, música y drogas. Al mismo son esclavas sexuales que trabajan allí todas las noches. Viven como en un campamento y endeudadas en un sistema empresarial en el cual siempre salen perdiendo. Tras dar por muerto al proxeneta para el que trabajan, huyen. Después de dejarle gravemente herido, con el cráneo abierto y con medio cuerpo paralizado en una violenta pelea, una cubana, una argentina y una española emprenden un viaje por carretera sabiendo que, después de lo que han hecho, irán a matarlas. Con varios delitos graves a sus espaldas, por los que no pueden acudir a la policía y con los sicarios del proxeneta: Moisés (Miguel Ángel Silvestre) y Christian (Enric Auquer) pisándoles los talones, sólo les quedan dos opciones: huir o plantar cara a sus perseguidores y contraatacar.

## Reparto
| Actor                  | Personaje              | Temporadas             | Temporadas             | Temporadas             | Total                  |                        |
| Actor                  | Personaje              | 1                      | 2                      | 3                      | Total                  |                        |
| Personajes principales | Personajes principales | Personajes principales | Personajes principales | Personajes principales | Personajes principales | Personajes principales |
| ---------------------- | ---------------------- | ---------------------- | ---------------------- | ---------------------- | ---------------------- | ---------------------- |
| Verónica Sánchez       | Coral                  | Principal              | Principal              | Principal              | 24                     |                        |
| Miguel Ángel Silvestre | Moisés Expósito        | Principal              | Principal              | Principal              | 24                     |                        |
| Asier Etxeandia        | Romeo                  | Principal              | Principal              | Principal              | 24                     |                        |
| Lali Espósito          | Wendy                  | Principal              | Principal              | Principal              | 24                     |                        |
| Yany Prado             | Carmen «Gina»          | Principal              | Principal              | Principal              | 22                     |                        |
| Enric Auquer           | Christian Expósito     | Principal              | Principal              | Recurrente             | 19                     |                        |
| Catalina Sopelana      | Greta Braun            |                        |                        | Principal              | 8                      |                        |
| Tiago Correa           | Darwin                 |                        |                        | Principal              | 7                      |                        |
| Personajes recurrentes |                        |                        |                        |                        |                        |                        |
| Luis Zahera            | Alfredo                | Recurrente             |                        |                        | 3                      |                        |
| Carmen Santamaría      | Charlotte              | Recurrente             | Recurrente             | Invitada               | 12                     |                        |
| Cecilia Gómez          | Gata                   | Recurrente             | Recurrente             | Invitada               | 13                     |                        |
| Godeliv Van den Brandt | Rubí                   | Recurrente             | Recurrente             | Recurrente             | 18                     |                        |
| Penélope Guerrero      | Viviana "Tsunami"      | Recurrente             | Recurrente             | Recurrente             | 16                     |                        |
| Luisa Vides            | Lupe                   | Recurrente             | Recurrente             | Recurrente             | 19                     |                        |
| Niko Verona            | Cachopo                | Recurrente             | Recurrente             | Recurrente             | 20                     |                        |
| Maia Dunne             | Clara                  | Recurrente             | Invitada               | Invitada               | 6                      |                        |
| Chloe Dunne            | Lola                   | Recurrente             | Invitada               | Recurrente             | 7                      |                        |
| Chani Martín           | Fernando Alcántara     | Recurrente             |                        |                        | 5                      |                        |
| Alicia Sánchez         | Dolores Expósito       | Recurrente             | Recurrente             | Invitada               | 9                      |                        |
| Paco Inestrosa         | Arcadio Lozano         | Recurrente             | Recurrente             |                        | 7                      |                        |
| Iván Yao               | Xuan                   | Recurrente             | Recurrente             | Recurrente             | 14                     |                        |
| José Manuel Poga       | Fermín del Pino        | Invitado               | Recurrente             |                        | 6                      |                        |
| Pino Montesdeoca       | Iris                   |                        | Recurrente             |                        | 4                      |                        |
| Santiago Molero        | Gerente del motel      |                        | Recurrente             |                        | 3                      |                        |
| Mimi Muelas            |                        |                        |                        | Recurrente             | 4                      |                        |
| Xavi Lite              | Toni                   |                        |                        | Recurrente             | 4                      |                        |
| Jorge Pobes            | Pau                    |                        |                        | Recurrente             | 3                      |                        |

### Principales
- Verónica Sánchez como Coral
- Miguel Ángel Silvestre como Moisés
- Asier Etxeandia como Romeo
- Lali Espósito como Wendy
- Yany Prado como Carmen «Gina»
- Enric Auquer como Christian (temporadas 1-2; recurrente temporada 3)
- Catalina Sopelana como Greta (temporada 3)
- Tiago Correa como Darwin (temporada 3)

### Recurrentes
- Luis Zahera como Alfredo (temporada 1)
- Carmen Santamaría como Charlotte (temporadas 1-2; invitada temporada 3)
- Cecilia Gómez como Gata (temporadas 1-2; invitada temporada 3)
- Godeliv Van den Brandt como Rubí
- Penélope Guerrero como Tsunami
- Luisa Vides como Lupe
- Niko Verona como Cachopo
- Antonio Fdez como Tony
- Daniel Prim como Barman
- Maia Dunne como Clara
- Chloe Dunne como Lola
- Daría Krauzo como Bambi
- Yanet Sierra como Madre de Gina
- Chani Martín como Fernando Alcántara
- Alicia Sánchez como Dolores Expósito
- Paco Inestrosa como Arcadio Lozano
- Iván Yao como Xuan
- José Manuel Poga como Fermín
- Rauw Alejandro como Diego
- Xavi Lite como Toni
- Jorge Pobes como Pau

## Episodios
| Temporada | Temporada | Episodios | Episodios | Lanzamiento original | Lanzamiento original |
| --------- | --------- | --------- | --------- | -------------------- | -------------------- |
|           | 1         | 8         | 8         | 19 de marzo de 2021  | 19 de marzo de 2021  |
|           | 2         | 8         | 8         | 23 de julio de 2021  | 23 de julio de 2021  |
|           | 3         | 8         | 8         | 13 de enero de 2023  | 13 de enero de 2023  |

### Primera temporada (2021)
| N.º en serie | N.º en temp. | Título                 | Dirigido por                                                           | Escrito por                                                                                                  | Fecha de emisión original |
| --- | ------------ | ---------------------- | ---------------------------------------------------------------------- | --- | ------------------------- |
| 1 | 1            | «Sofá de escay rojo»   | Jesús Colmenar, David Victori, Óscar Pedraza y Eduardo Chapero-Jackson | Mercedes Rodrigo, Javier Gómez Santander, Esther Martínez Lobato y Álex Pina                                 | 19 de marzo de 2021       |
| Coral, Gina y Wendy son tres prostitutas que trabajan en un puticlub llamado Las Novias, operado por el proxeneta Romeo. El club acaba de volver a abrir después de cerrar por la defunción de la esposa de Romeo, quien se oponía a la idea del puticlub. Gina, quien tenía una deuda pendiente con Romeo, le da el dinero con la intención de saldarla e irse, pero Romeo, no queriendo dejarla ir, la acusa de haber aumentado la deuda y amenaza con atacar a su familia si no cumple con sus palabras. Como resultado, Gina ataca a Romeo, resultando en una pelea violenta que atrae la atención de Coral y Wendy. Las tres acaban matando a Romeo. Temerosas de las consecuencias, las tres escapan del puticlub en el coche perteneciente al club. Coral convence a las otras de volver al puticlub y explicar los hechos, pero en su regreso, son recibidas con hostilidad por las otras prostitutas y la "madame" del club, Charlotte, muere al intentar atacarlas. Dándose cuenta de que ya no tienen punto de retorno, las tres huyen definitivamente. Creyendo que ir al hospital no es una opción y Gina necesitando con urgencia atención médica, Coral les convence a las otras de que la lleven a casa de Alfredo, un veterinario que frecuenta el club y quien tiene una relación con Coral a espaldas de su esposa. Alfredo, incómodo con la idea de operar a una humana, acepta a regañadientes tras las amenazas de Wendy. Mientras Alfredo intenta operar a Gina, Coral y Wendy comienzan a preguntarse qué será de sus vidas ahora que son más o menos libres, mientras que los secuaces de Romeo, Moisés y Christian, se enteran de las muertes. |              |                        |                                                                        | |                           |
| 2 | 2            | «La realidad paralela» | Jesús Colmenar, David Victori, Óscar Pedraza y Eduardo Chapero-Jackson | Mercedes Rodrigo, David Barrocal, Javier Gómez Santander, Esther Martínez Lobato y Álex Pina                 | 19 de marzo de 2021       |
| En un flashback, se desvela que Gina, así como las otras prostitutas del club, fueron en realidad vendidas al club bajo la guisa de haber sido contratadas como camareras. En el presente, Alfredo logra curar a Gina por poco y las tres prosiguen con su huida. En el club, Moisés y Christian interrogan a las demás prostitutas sobre el paradero de las chicas. Las otras prostitutas acusan a una de sus compañeras, Bambi, de saber algo, por lo que la interrogan encerrándola en una caja con la amenaza de dejarla asfixiarse allí dentro si no les cuenta la información. Bambi acaba muriendo asfixiada. Por la noche, Coral, Gina y Wendy encuentran refugio en unos inmuebles llamados Camino a Casa, donde Gina contacta a su madre; sin embargo, se entera de que su madre ya sabía la verdad y estaba de acuerdo con todo. Al día siguiente, Coral recibe una llamada de Romeo, quien ha sobrevivido pero se encuentra en estado crítico, y amenaza con descuartizar a las chicas si Moisés y Christian logran capturarlas de vuelta. Romeo les revela a Moisés y Christian que las chicas tienen un rastreador en el móvil de Coral. Después de enterrar el cadáver de Bambi, los dos secuaces comienzan a rastrear a las chicas. En los inmuebles, Coral les cuenta a las otras sobre su llamada con Romeo, justo cuando son descubiertas por un guardia de seguridad. Después de una ardua pelea con el guardia de seguridad, las tres lo dejan incapacitado y vuelven a huir, esta vez sin el coche. Las tres cogen un autobús al otro lado de la isla, para visitar a un conocido de Gina que les puede ayudar, sin saber que Moisés y Christian estaban conduciendo justo detrás de ese autobús. |              |                        |                                                                        | |                           |
| 3 | 3            | «El amor de las putas» | Javier Quintas y Eduardo Chapero-Jackson                               | Mercedes Rodrigo, David Barrocal, Javier Gómez Santander, Esther Martínez Lobato y Álex Pina                 | 19 de marzo de 2021       |
| En varios flashbacks, se desvela el nivel de toxicidad y machismo al que llega la cultura de trabajo del club: las prostitutas del mismo son obligadas a adoptar múltiples vidas fuera del club, son humilladas y obligadas a llevar disfraces raros para que los clientes sientan como que están viviendo sus fantasías, y son manipuladas por los secuaces de Romeo, bajo sus órdenes, para que sientan como que ellos son los únicos que realmente sienten un mínimo de afecto por ellas. En el presente, Gina le confiesa a las otras dos que su conocido es en realidad uno de los clientes del club, Fernando, con quien tenía planes de escaparse antes de que hospitalizaran a Romeo. Al pararse el bus, las chicas descubren que Moisés y Christian las han encontrado y entran en pánico. El conductor del bus nota a los dos y sale del bus para dirigirse a ellos, resultando en una pelea entre los tres cuando Christian ataca al conductor. Las chicas aprovechan la conmoción para escapar del bus y llegar al motel que posee Fernando. Mientras Coral y Wendy reflexionan sobre lo que será de sus vidas en la piscina, Gina se dirige a la oficina de Fernando, quien la conoce, pero se muestra evasivo ante la idea de hacer sus planes con Gina realidad. Los dos tienen sexo en la oficina de Fernando. En la piscina, Wendy, después de salir de la piscina, ve a Moisés y Christian entrar el motel y entra en pánico, dándose cuenta de que, una vez más, las han encontrado. |              |                        |                                                                        | |                           |
| 4 | 4            | «Polvo y sangre»       | Javier Quintas, Albert Pintó y Jesús Colmenar                          | Mercedes Rodrigo, Javier Gómez Santander, David Barrocal, Esther Martínez Lobato y Álex Pina                 | 19 de marzo de 2021       |
| En un flashback, se desvela qué le ocurrió a la madre de los sicarios de Romeo el día que ocurrió el accidente donde se rompió la cadera. Moises se vio forzado a ir con Coral a ver que había ocurrido con su madre, ya que ambos estaban cumpliendo las órdenes de Romeo. En el presente, los sicarios advierten a las chicas de que, si no vuelven con ellos ahora mismo, las consecuencias con Romeo serán mucho más graves de lo que ya son. En el mismo momento, aparece Fernando con la seguridad de los apartamentos, intentando echar a Moisés y Christian para proteger a las chicas. Al verlos, Moisés manifiesta un comportamiento agresivo y son echados de los apartamentos. Coral se desmaya debido a su sobredosis de pastillas anteriormente. Al abandonar los sicarios el complejo turístico, Coral despierta y las tres prostitutas trazan un plan: meterse en el coche de los sicarios, fingiendo que vuelven al club amablemente, para después obligarles a punta de pistola a cumplir sus órdenes: llevarlas al burdel para coger sus pasaportes y el dinero de la caja fuerte de Romeo. Mientras están conduciendo secuestrados hacia el burdel, Moises da un volantazo al coche y Wendy se mueve mientras por error dispara al cristal y le roza en el oído a Christian. Christian intenta matar a Wendy por su herida y Moisés intenta razonar con él, lo que Coral y Gina aprovechan para escapar. Gina le revela a Coral que están embarazada. Christian mata al conductor de un coche que se aproxima, y él y Moisés lo meten en el maletero, pero justo cuando se iban a llevar a Wendy de vuelta al club, ésta aprovecha la conmoción para realizar su escape. |              |                        |                                                                        | |                           |
| 5 | 5            | «La evasión»           | Óscar Pedraza                                                          | Juan Salvador López, Javier Gómez Santander, David Barrocal y Álex Pina                                      | 19 de marzo de 2021       |
| En un flashback, se revelan las evasiones de las chicas de su dura realidad: Gina ponía puntitos en el techo de su área del club para imaginar dibujitos con ellos mientras los clientes la follaban; Coral hacía drogas, y Wendy, precisamente, bailaba como una loca en el escenario. En el presente, Coral y Gina deciden volver para salvar a Wendy, quien huye por los campos. En medio de la nada, encuentra una nave industrial en la que decide esconderse de Moisés y Christian. Éstos la siguen hasta la nave, donde son encontrados y acorralados por el dueño. Moisés pierde su pistola, la cual acaba en manos de Wendy, quien aprovecha para hacerse con ellos. Wendy llama a Coral con un celular que le presta el dueño de la nave, y las chicas se reúnen. Wendy no perdona a Coral y Gina haberla abandonado y se enzarza en una pelea con ellas, sobre todo con Coral, debido al embarazo de Gina. En la pelea, se desvela que Coral mantenía una relación real con Romeo antes de toda la situación y que, a diferencia de Gina y Wendy, sí eligió estar en el club voluntariamente. Las tres aceptan poner sus diferencias de lado y Coral les sonsaca la clave de la caja fuerte de Romeo a Moisés y Christian, amenazando con hacer daño a su madre, además de robarle las llaves del coche que Moisés y Christian robaron cuando el otro se atasca. Con las chicas ya desaparecidas, Moisés manipula con éxito al dueño de la nave para que les deje ir a él y a Christian. En el coche, mientras las tres continúan con su huida, Coral les explica a las demás por qué eligió estar en el club: en su día mató a una persona, y su ser querido la ha perseguido para matarla, y entró al club como parte de una falsa identidad para esconderse de esa persona. |              |                        |                                                                        | |                           |
| 6 | 6            | «Liebres o zorras»     | Óscar Pedraza                                                          | David Oliva, David Barrocal, Esther Martínez Lobato y Álex Pina                                              | 19 de marzo de 2021       |
| Mientras Moisés y Christian remolcan su coche del lodo, las chicas prosiguen con su plan de huida, lavándose y quitándose el maquillaje en una gasolinera. Su plan de huida se ve truncado cuando descubren que el propietario del coche robado sigue vivo y está malherido en el maletero. Las chicas deciden llevarlo al hospital para que le ayuden antes de seguir por su camino. Desgraciadamente para ellas, esto coincide con la salida de Romeo del hospital, quien las descubre. Las chicas vuelven a huir y Romeo secuestra la ambulancia que se lo iba a llevar, junto con otro de sus secuaces, quien se enzarza en una pelea brutal contra el guardia de seguridad, que intenta recuperar el control de la ambulancia. En un flashback, se desvela que Romeo, teniendo una fijación especial por Coral, la contrató como profesora particular para sus hijas, como excusa para seguir viéndola aunque el club no estuviera abierto. Romeo se enamora definitivamente de Coral cuando ve lo buena que es en su trabajo de profesora. De vuelta al presente, Romeo intenta embestir a las chicas, hasta que estas logran rebasarle cuando, en medio de la pelea, el extintor inunda la ambulancia de humo, desconcentrando a Romeo. Sin embargo, justo en ese momento, las chicas deciden dejar de huir y enfrentarse a Romeo directamente, conduciéndole a un callejón sin salida. Las chicas usan la pistola para destruir las ruedad de la ambulancia e irse, perdiendo de vista a Romeo con toda seguridad. Las chicas celebran su victoria hasta que reciben una llamada de Romeo, quien les revela que el móvil de Coral contiene un rastreador. |              |                        |                                                                        | |                           |
| 7 | 7            | «Pensar con la polla»  | David Victori, Javier Quintas y Albert Pintó                           | Juan Salvador López, David Oliva, Javier Gómez Santander, David Barrocal, Esther Martínez Lobato y Álex Pina | 19 de marzo de 2021       |
| Las chicas vuelven a Alfredo, para que les ayude a operar al tipo del maletero, pero no logra salvarle y muere. Mientras lamentan su muerte, Coral les desvela a las otras el asesinato que cometió que la hizo tomar una nueva vida como prostituta: intentó matar a su marido varias veces envenenándole para escapar de su relación tóxica, pero el plan le estalló en la cara cuando su madre comió los platos envenendados y murió. Alfredo queda afectado al oír todo por lo que las chicas pasaron. Romeo, ya fuera del hospital, vuelve al club, dispuesto a endurecer las medidas para capturar a las chicas. En un flashback se ve como Moisés y Christian deciden aumentar la publicidad del club con varias vallas publicitarias en las carreteras. Las chicas ven las vallas mientras conducen, y éstas convencen a Coral de que sólo hay una solución definitiva a sus problemas: volver al club y tenderles una trampa a sus perseguidores, para llevarse la caja fuerte del club. Después de trazar un plan en un bar, las chicas se unen a la fiesta de los otros clientes, divirtiéndose de forma genuina por primera vez en mucho tiempo. Fernando vuelve al club, dispuesto a pagar la deuda de Gina con Romeo, pero éste la rechaza y ordena a Moisés y Christian que lo persigan e interrogen, creyendo que está compinchado con las chicas. Las chicas, dispuestas a ejecutar su plan, roban una excavadora con el fin de usarla para su trampa. |              |                        |                                                                        | |                           |
| 8 | 8            | «Trampa de osos»       | Óscar Pedraza y David Victori                                          | Juan Salvador López, David Oliva, David Barrocal, Esther Martínez Lobato y Álex Pina                         | 19 de marzo de 2021       |
| Las chicas se reúnen en el bar, donde organizan su plan para llevar a Moisés y Christian a una trampa. Mientras va al baño, Wendy rechaza a un viejo cliente al cual no reconoce y éste la viola. De vuelta en el club, Moisés y Christian torturan a Fernando con un bidón de ácido, para obtener el paradero de las chicas. Habiendo oído una conversación entre Moisés y Romeo sobre el padre de él y Moisés, Christian le pregunta a Moisés qué le pasó a su padre. Moisés le revela que él y Romeo lo mataron porque era abusivo hacia la madre de estos dos, para el horror de Christian. En un flashback, se desvela que Moisés y Coral mantenían momentos íntimos, mientras Moisés intentaba lavar su conciencia de las atrocidades que Romeo les encargaba. Fernando muere cayendo en el bidón de ácido y Romeo descubre que Moisés y Coral han tenido sexo. Romeo ordena a Moisés y Christian matar a las chicas de una vez por todas. Christian intenta convencer a Moisés de abandonar la delincuencia, pero éste, creyendo que ya no tiene marcha atrás, le echa del coche para proseguir con su encargo. Moisés encuentra a Wendy y Gina en la gasolinera cerca del club y comienza a perseguirlas, mientras éstas huyen en motocicleta. Mientras tanto, Coral se aprovecha de su relación con Romeo para entrar en el club y obtener la caja fuerte, pero su parte del plan se descarrila cuando, debido a su encuentro sexual con Moisés, Romeo la intenta matar. Durante el enfrentamiento, Romeo sufre un paro cardíaco por una sobredosis; y Coral no puede evitar asistir lo y realizarle un masaje cardíaco. Wendy y Gina conducen a Moisés hasta el hoyo que excavaron, en donde le entierran vivo, mientras Christian corre en su busca. Desgraciadamente para ellas, Moisés ha tenido éxito al dispararle a Wendy en el estómago. En el club, Romeo sobrevive e intenta estrangular a Coral. |              |                        |                                                                        | |                           |

### Segunda temporada (2021)
| N.º en serie | N.º en temp. | Título                             | Dirigido por  | Escrito por                                                                          | Fecha de emisión original |
| --- | ------------ | ---------------------------------- | ------------- | ------------------------------------------------------------------------------------ | ------------------------- |
| 9 | 1            | «Las putas no besaban en la boca»  | David Victori | Juan Salvador López, David Oliva, David Barrocal, Esther Martínez Lobato y Álex Pina | 23 de julio de 2021       |
| Al día siguiente, Christian busca desesperadamente a Moisés después de que Wendy y Gina le enterraran vivo en su coche. Mientras lo busca, se encuentra con las dos chicas, y les pide la ubicación de su hermano a cambio de enterrar el hacha y cambiar de vida. Sin embargo, Wendy, traumatizada por el recuerdo de cuando Christian la violó en el puticlub, decide matarlo en su lugar, no sin antes hacerle rezar a la Virgen María, igual que él le hizo rezar al Padre Nuestro cuando la violó. Después de hcerlo, las chicas se van, dejando a Christian vivo. Gracias al claxon de Moisés, Christian logra encontrarle y le ayuda a escapar. Moisés queda oficialmente convencido de que él y Christian deben cambiar de vida, pero antes Moisés quiere vengarse y matar a las chicas. Wendy y Gina, por su parte, intentan volver al club para reunirse con Coral, pero se tropiezan y se les avería la moto. Mientras tanto, en el club, Coral logra escapar de Romeo, no sin antes llevarse su dinero, los pasaportes de las otras chicas y el cuaderno de cuentas de Romeo, para que las otras estríperes se unan a ella. Comienza a sufrir los efectos secundarios de una raya de cocaína que se tomó antes de irse del despacho de Romeo. En la entrada, toma todo el club de rehén, invirtiendo los roles de género establecidos en el mismo hasta el momento. Cuando Romeo sale de su despacho, una cada vez más ida Coral intenta irse del club de una vez por todas, pero es noqueada por una de las estríperes.                                    |              |                                    |               |                                                                                      |                           |
| 10 | 2            | «El talento de los miserables»     | David Victori | David Oliva, David Barrocal, Esther Martínez Lobato y Álex Pina                      | 23 de julio de 2021       |
| Wendy y Gina se refugian en una cabaña, en la que deciden descansar y pedir ayuda. Debido a que Gina encendió su teléfono para pedir ayuda, Moisés y Christian logran rastrearlas. Los dos hermanos asaltan la casa, pero las chicas se defienden. Moisés vuelve a su furgoneta a recoger gasolina con la que quemas la cabaña, mientras que las chicas aprovechan para capturar a Christian con una trampa de osos que colocaron en la entrada. Después de capturarlo, piden que les devuelvan a Coral a cambio de la vida de Christian. Romeo aparece con su coche, llevándose a Coral consigo, y la devuelven a las otras dos chicas a regañadientes. Sin embargo, las chicas se llevan a Christian y Romeo llama a todos sus contactos para atraparlas. Dándose cuenta de la gran falla de su plan, las tres chicas detienen el coche, encierran a Moisés en el maletero, y secuestran la furgoneta del primer transeúnte que pasaba por allí. Christian llama la atención del transeúnte y, con su ayuda, logra llamar a Romeo y Moisés y les expone el nuevo vehículo de las chicas. Las chicas son perseguidas por Romeo y Moisés, hasta que una furgoneta conducida por los otros secuaces de Romeo se mete entre las chicas, jaciendo que se desvíen y se estrellen. Cuando Coral despierta, descubre que ella y las otras están encerradas en un coche metido en un agujero, el cual Romeo y sus secuaces comienzan a enterrar con cemento. |              |                                    |               |                                                                                      |                           |
| 11 | 3            | «El miedo pesa diez mil toneladas» | Albert Pintó  | Marina Velázquez, David Oliva, David Barrocal, Esther Martínez Lobato y Álex Pina    | 23 de julio de 2021       |
| En un flashback, se revela que, antes de la huida del club, mientras que Romeo estaba atraído por Coral, ella seducía a Moisés para su propio beneficio. En el presente, las chicas intentan escapar del coche antes de que el cemento se seque del todo. Después de desatarse, Coral rompe el cristal del coche y comienza a abrirse paso con un taladro que había dentro. Cuando se le agota la batería, decide recurrir a un pico y una pala. De vuelta en el club, Romeo organiza una fiesta para celebrar la muerte de las chicas, mientras que Moisés y Christian anuncian su retiro. Las demás prostitutas obtienen los pasaportes y debaten sobre si quedarse por su seguridad o seguir los pasos de Coral, Gina y Wendy y escapar el club. Sus planes se truncan cuando Christian y los otros empleados descubren los pasaportes y los recuperan. Durante la fiesta, Romeo le desvela a Moisés que sabía de su relación con Coral y por eso estuvo a punto de encerrarle en el coche junto con ellas, mientras que Christian humilla y viola a uno de los clientes masculinos del club por querer irse antes de tiempo. En el coche, el cemento se seca antes de que Coral pueda terminar el agujero, dejando a las chicas sin salida. Derrotadas, se toman unos tranquilizantes que las hacen sentirse raras, mientras que el oxígeno se empieza a agotar. Apoderada por la angustia de la situación, Wendy saca una pistola de la bolsa del coche y se la mete en la boca, con intención de dispararse.                                                      |              |                                    |               |                                                                                      |                           |
| 12 | 4            | «La noche que estuvimos muertas»   | Óscar Pedraza | David Oliva, David Barrocal, Esther Martínez Lobato y Álex Pina                      | 23 de julio de 2021       |
| Wendy se echa para atrás al apretar el gatillo, pero en su lugar le pide a Coral que le dispare ella misma. Gina, por su parte, se niega a rendirse e intenta pedir auxilio usando el claxon. Mientras tanto, Moisés y Christian se preparan para mudarse con su madre, en la primera etapa de sus nuevas vidas. Sin embargo, Moisés no puede olvidar a Coral y pide consejo a Inés, quien le dice que la única forma de estar en paz con uno mismo es tomando la decisión que él considera correcta. Moisés decide desenterrar a las chicas, justo cuando se les está a punto de acabar el oxígeno, y aprovechar que Romeo cree que están muertas para que ellas también puedan empezar desde cero, llevándoselas a un hostal para descansar. Moisés intenta pedir a Coral que les acompañe a él y a Christian, pero ésta le rechaza. Moisés se va para eliminar las pruebas de que el plan de Romeo ha fallado, y las chicas celebran que por fin son libres. Sin embargo, justo cuando las chicas están a punto de aprovechar para abandonarlo todo y rehacer sus vidas, Coral se niega a dejar que Romeo se vaya de rositas después de todo lo que les ha hecho y planea un golpe para hundirlo, al cual logra convencer a las otras de unirse. Mientras tanto, Romeo interna a la madre de Moisés y Christian en una residencia geriátrica para impedir que Moisés y Christian se vayan, para el pánico de Moisés. |              |                                    |               |                                                                                      |                           |
| 13 | 5            | «La caja negra de las putas»       | David Victori | David Oliva, David Barrocal, Esther Martínez Lobato y Álex Pina                      | 23 de julio de 2021       |
| En un flashback, se revela que, sin ser completamente consciente de ello, Moisés le contó a Coral que Romeo guardaba su dinero negro en Madeira. En el presente, las chicas planean interceptar una de las furgonetas con dicho dinero negro y robarla. Para evitar que los secuaces de Romeo las reconozcan por las voces, las chicas se dirigen a la ferretería donde trabaja Fermín, uno de los clientes del club que tenía sus ojos en Wendy y la violó en el bar, para obligarle a cooperar actuando como su voz en el atraco. Sin embargo, Wendy, traumatizada por la violación del bar, se deja llevar por sus peores instintos y le dispara en la mano, obligándole a cooperar. Mientras tanto, Christian se enfada por tener que volver a cooperar con Romeo, mientras que Moisés intenta calmarlo. En el club, una de las estríperes es descubierta usando tetas de silicona. A Romeo le termina gustando a la idea y la estríper es operada de sus tetas y obligada a trabajar justo el día en que fue operada, muy a su costa. Moisés lleva a Christian a Inés, esperando ayudarle. Christian, sin embargo, confiesa delante de ella todos los crímenes que él y Moisés cometieron en nombre de Romeo, dejando a Inés en shock y a Moisés cabreado, con miedo a que Inés vaya a llamar a la policía. Para evitarlo, Christian mata a Inés, dejando a Moisés en shock. |              |                                    |               |                                                                                      |                           |
| 14 | 6            | «Langosta para los condenados»     | Albert Pintó  | David Oliva, David Barrocal, Esther Martínez Lobato y Álex Pina                      | 23 de julio de 2021       |
| Después de no poder robar la furgoneta de Romeo, las chicas se llevan a Fermín a su habitación del hotel y lo atan en la bañera. Coral y Gina se indignan con Wendy por sus acciones y las chicas descubren que, sin la última bala, necesitan armas. Gina, al ver una Biblia, recuerda la visita del fallecido coronel Espinosa al club, en donde le confesó que quería que enterrasen sus armas junto a él. Coral y Gina van a la tumba de Espinosa, pero cuando abren su tumba, descubren que no tiene sus armas. Mientras tanto, Wendy se queda con Fermín y logran engañar a la madre de este último para no levantar sospechas. Fermín le revela a Wendy que va al club porque, a diferencia de en las citas normales, allí no tiene que actuar como una persona normal, para la indignación de Wendy, quien poco después se droga. El gerente del hotel entra en la habitación y la viola, y Fermín lo ve todo. En un ataque de pánico, Coral levanta el cadáver y descubre que sus armas estaban debajo de una manta colocada debajo de él. Mientras tanto, Romeo se alegra de retener a Moisés y Christian y se lleva a este último al lugar donde enterró a su padre, para así convencerlo de no irse. No sabe que Moisés, traumatizado por la muerte de Inés a manos de Christian, les ha seguido. Buscando deshacerse de Romeo de una vez por todas, Moisés le propone a Christian robar su furgoneta. |              |                                    |               |                                                                                      |                           |
| 15 | 7            | «Podridas y radiantes»             | Óscar Pedraza | David Oliva, David Barrocal, Esther Martínez Lobato y Álex Pina                      | 23 de julio de 2021       |
| Fermín intenta cerrar la puerta del baño para no ver al gerente del hotel violar a Wendy. Sin embargo, el gerente oye los ruidos y le descubre. Intenta matar a Fermín, temiendo que le denuncie, pero le da una pata y se golpea contra el lavabo, abriéndole el cráneo. Cuando Wendy se despierta, Fermín le cuenta todo. Las chicas Y Fermín deciden preparar el golpe cuanto antes. Antes del golpe, Fermín confiesa que no mató al gerente para proteger a Wnedy, sino enteramente en defensa propia, causando su ira. Mientras tanto, Moisés y Christian preparan su propio golpe a la furgoneta de Romeo. Christian comienza a cuestionarse sobre si el plan es una buena idea, pero Moisés le convence a seguir adelante. Los dos secuestran la furgoneta y Moisés amenaza a Romeo con llevarse el dinero si no libera a su madre y les deja ir. Las chicas y Fermín interceptan la furgoneta y capturan a los conductores, pero cuando abren la puerta trasera, descubren a Moisés y Christian. Los capturan a ellos también. En un intento de liberarse, Christian ataca a Wendy, pero es disparado. Las chicas y Fermín se van con la furgoneta. Moisés se libra y salta a la furgoneta a tiempo de que no se vaya, mientras que los conductores capturan a Christian. Moisés intenta recapturar la furgoneta y, en un intento de entrar, desenmascara por accidente a Coral. La furgoneta frena a Moisés, lanzándole bruscamente a unas rocas. Coral, en shock, corre hacia él, mientras Moisés se pregunta por qué las chicas no han huido como él quería. |              |                                    |               |                                                                                      |                           |
| 16 | 8            | «Personas tóxicas»                 | David Victori | David Oliva, David Barrocal, Esther Martínez Lobato y Álex Pina                      | 23 de julio de 2021       |
| El grupo secuestra a Moisés y se lo lleva a su lugar de escondite, junto con el dinero de Romeo. En el escondite, las chicas y Fermín recuentan el dinero y celebran su éxito. Gina, Wendy y Fermín se van a obtener un coche en el que guardar el dinero para así poder deshacerse de la furgoneta, mientras que Coral se queda para vigilar a Moisés. Después de obtener el coche, Gina y Wendy se llevan a Fermín a casa de su madre y lo liberan. En el club, Christian le revela a Romeo que vio el tatuaje de Wendy y está convencido de que han sido las chicas las que robaron el coche, por lo que envía a sus hombres a revisar la escena del crimen. También le revela a Christian que encerró a su madre en una cámara criogénica, para su shock. Cuando sus hombres revisan el lugar, Romeo finalmente descubre que las chicas han escapado. En el hangar, Moisés se libera y, durante su lucha con Coral, le arranca un ojo con un garfio. Moisés encadena a Coral y se prepara para irse con el dinero, pero decide matar a Coral primero. Gine y Wendy aparecen para rescatarla a tiempo y Coral intenta matar a Moisés de una vez por todas, pero las chicas le convencen de que tienen que irse. Moisés recibe una llamada de Romeo y se reúne con él. Descubre que Christian ha muerto desangrado, y Romeo culpa a las chicas de su muerte. Mientras que las chicas se preparan para iniciar oficialmente una nueva vida, Moisés promete vengar a Christian.                                                                                         |              |                                    |               |                                                                                      |                           |

### Tercera temporada (2023)
| N.º en serie | N.º en temp. | Título                                   | Dirigido por                                | Escrito por                                                     | Fecha de emisión original |
| --- | ------------ | ---------------------------------------- | ------------------------------------------- | --------------------------------------------------------------- | ------------------------- |
| 17 | 1            | «Entrar al cielo por la puerta de atrás» | David Barrocal                              | David Barrocal, Esther Martínez Lobato y Álex Pina              | 13 de enero de 2023       |
| Después de enterrar a Christian y de la muerte de su madre, Moisés es apartado temporalmente del club, quedándose a cargo de las hijas de Romeo, mientras siguen buscando a Coral, Gina y Wendy. Las chicas, por su parte, han huido a la costa de Almería, donde abren un obrador para lavar el dinero robado de Romeo, y por fin se permiten empezar de cero. Gina se enamora de su profesor de buceo, Toni, al ver que él le respeta como persona. Wendy, por su parte, se siente atraída por Greta, una chica que trabaja en una gasolinera, y empieza a gastar el carburante de su moto y a sacar la gasolina para repostar como excusa para verla. Finalmente la convence de salir con ella después de su turno, a pesar de que Greta ya tiene novia, y se vuelven amigas. Coral, por su parte, es incapaz de salir adelante. Mientras tanto, Romeo decide comprar el silencio de las prostitutas restantes sobre el turbio pasado del club a cambio de mejorar sus condiciones laborales, y mata a un amigo de Moisés, Tatuado, para mantenerle a raya. Durante una barbacoa, Toni se propone a Gina, quien se preocupa porque Toni no sabe nada de su oscuro pasado, y después de una conversación, Toni decide no apresurarse. Gina llama a su madre después de tantos años para informarle de su nueva vida y de sus planes de traerse a Carlitos a España, sin saber que los hombres de Romeo han asaltado la casa de su madre para interceptar la llamada. Ahora que por fin saben dónde están las chicas, Romeo y Moisés preparan su venganza. |              |                                          |                                             |                                                                 |                           |
| 18 | 2            | «La raya que nos separa»                 | David Barrocal                              | David Barrocal, Esther Martínez Lobato y Álex Pina              | 13 de enero de 2023       |
| Romeo envía a Moisés y a su nuevo fichaje, Darwin, a Almería para dar caza a las chicas junto con el resto de sus hombres. Greta le confiesa a Wendy sus sentimientos por ella y que acaba de dejar a su novia, lo que les permite iniciar una relación. Durante una cena, los nuevos seres queridos de las chicas bromean sobre cómo ellas no les cuentan nada de su pasado; bajo los efectos de las drogas, Coral logra inventarse su propia historia sobre cómo acabó en el desierto, y convence a Gina y Wendy de que hagan lo mismo, por miedo a cómo la verdad podría afectar a sus relaciones. Mientras tanto, los sicarios de Romeo llegan al pueblo donde estuvo la cabina donde llamó Greta, sin encontrar pistas sobre el paradero de las chicas. Durante el atardecer, Darwin se burla de la relación cercana de Moisés con Romeo y le revela que sabe de su anterior traición a Romeo y que desconfía de él porque cree que volverá a hacerlo, iniciando una rivalidad entre los dos. Coral se enamora de un hombre llamado Pau, pero su trauma le impide perseguir una relación con él. Durante una conversación con Wendy en la que ella le cuenta cómo es su relación con Greta, Coral se da cuenta de que en realidad su problema es su adicción a las drogas. A la mañana siguiente, la rivalidad entre Moisés y Darwin va en aumento, llegando al punto en que Moisés ataca y amenaza a Darwin. Después de su enfrentamiento, Moisés descubre a Wendy y Greta conduciendo en moto, y empieza a seguirlas. |              |                                          |                                             |                                                                 |                           |
| 19 | 3            | «El gato de la suerte»                   | Óscar Pedraza                               | David Oliva, David Barrocal, Esther Martínez Lobato y Álex Pina | 13 de enero de 2023       |
| Moisés sigue a Wendy y Greta hasta la casa de las chicas. Allí, él y Darwin descubren que está cerca del cuartel de la Guardia Civil, obligándoles a esperar. Toni le pregunta a Gina por el padre del bebé y ella da respuestas vagas para evitar contar la verdad. Después de la conversación, Gina se da cuenta de que el bebé fue su verdadero motivo para huir de Romeo junto con las chicas, debido a la política estricta de Romeo de no quedarse embarazadas de los clientes o de lo contrario tener que abortar. Moisés decide colar una cámara de seguridad dentro de un gato dorado para encontrar la oportunidad perfecta de matar a las chicas, y engaña a un repartidor para entregárselo. Darwin advierte a Moisés del riesgo del plan a largo término, ya que el gato podría suponer una pista para la policía y el repartidor podría delatarles si le interrogan, y una vez finalizada la entrega, le capturan. Darwin le desvela al repartidor las verdaderas identidades del dúo y lo mata metiendo su cabeza en el microondas y encendiéndolo, para disgusto de Moisés, quien llega a la conclusión de que está en un lugar peor que antes. A la manaña siguiente, Toni propone a las chicas una clase de buceo en medio del mar; esto es captado por la cámara del gato, y Moisés y Darwin ven su oportunidad. |              |                                          |                                             |                                                                 |                           |
| 20 | 4            | «Gasoil, salitre y pólvora»              | Carles Torrens                              | David Oliva, David Barrocal, Esther Martínez Lobato y Álex Pina | 13 de enero de 2023       |
| Las chicas y sus seres queridos se preparan para su viaje en medio del mar, sin ser conscientes de que Romeo y sus hombres los están siguiendo en lanchas con intención de matarlos a todos. En medio del mar, Gina y Toni anuncian que han decidido casarse, pero que también se van a ir al extranjero a cuidar del bebé, y las chicas preparan su despedida. Las lanchas alcanzan el barco y todos los ocupantes descubren a Romeo y sus hombres. Toni es disparado y Pau muere intentando proteger a Coral. El resto del grupo se refugia dentro del barco. Toni logra arrancarlo y conducir alejándose de Romeo y los otros, que los siguen. Gina confiesa la llamada de su madre unos días antes, enfadando a Coral y Wendy. En medio de la persecución, Toni es disparado otra vez y muere. Devastada, Gina empieza a atacar a Romeo y sus hombres con las pistolas de bengala, pero es disparada en el pecho antes de poder acabar con ellos. Greta, que había cogido las riendas del barco después de la muerte de Toni, también recibe un disparo. Coral y Wendy recurren a un último plan: sumergirse en el agua y atacar a Romeo y sus hombres desde allí. Mientras se sumergen, Gina recuerda la noche que descubrió por primera vez que estaba embarazada y el apoyo que recibió de Coral y Wendy aquella noche. En ese momento, se da cuenta de que está entrando en parto. Romeo y sus hombres descubren las burbujas emanadas por Coral y Wendy debajo del agua, y empiezan a disparar. |              |                                          |                                             |                                                                 |                           |
| 21 | 5            | «Jesucristo tenía razón»                 | Carles Torrens                              | David Oliva, David Barrocal, Esther Martínez Lobato y Álex Pina | 13 de enero de 2023       |
| Mientras los hombres de Romeo buscan a Coral y Wendy, ellas logran abatir a uno de ellos, y también al propio Romeo. Mientras tanto, Gina pide ayuda a Greta para que corte su tripa y así poder sacar al bebé; cuando Greta es incapaz de hacerlo, Gina lo hace ella misma. Moisés salva a Romeo y los hombres se retiran. De vuelta al barco, Coral y Wendy logran sacar al bebé de Gina y salvarlo; sin embargo, Gina muere durante el parto. Coral, Wendy y Greta logran escapar junto con el bebé de Gina del barco, el cual se hunde después de todos los tiros de los hombres de Romeo, mediante una colchoneta salvavidas. Romeo y sus hombres regresan a la caravana, donde, gracias a las indicaciones por teléfono de su doctor, logran quitar el arpón de Romeo, pero tienen que llevar a los otros dos heridos al hospital. Las chicas se hospedan en un hotel para esconderse de Romeo y sus hombres. Al atardecer, Romeo empieza a plantearse abandonar sus planes de venganza y volver a su casa. En el cuarto, Greta expresa cómo se arrepiente de haberle seguido el juego a Wendy, sólo para acabar donde están ahora. Durante una visita a la Iglesia, Coral, drogada, empieza a denunciar los elementos más machistas de la religión. Uno de los hombres heridos de Romeo intenta huir e ir él mismo al hospital. Cuando Romeo y Moisés intentan detenerle, él implica que fue Romeo el que hizo que mataran a Christian. Moisés empieza a sospechar de Romeo. |              |                                          |                                             |                                                                 |                           |
| 22 | 6            | «Emboscar al embrión»                    | Óscar Pedraza                               | David Oliva, David Barrocal, Esther Martínez Lobato y Álex Pina | 13 de enero de 2023       |
| Después de la muerte de Gina, Coral y Wendy deciden dejar de huir y acabar con Romeo de una vez por todas, además de quemar el club y rescatar a las chicas. Wendy llama a un taxi y le da a Greta antibióticos y medio millón de euros para mantenerla alejada de la situación. Sin embargo, Greta se niega a abandonar a las chicas y regresa. De vuelta al club, las chicas siguen a Romeo, planeando darle un tiro en la cabeza, pero al descubrir que iba a recoger a sus hijas, Wendy se detiene y desvía el tiro de Coral, que estaba demasiado drogada para darse cuenta de ellas, en el último segundo. Romeo las descubre y huye. En el puticlub, Moisés convence a Romeo de volver a perseguir a las chicas. Mientras Romeo intenta seducir y violar a Rubí, una de las prostitutas, Moisés intenta localizar a las chicas rastreando a Greta, hasta que da con el hotel donde se hospedan. Mientras Romeo recluta a sus hombres, Rubí se hace con la llamada e informa a Moisés de que en realidad Romeo mató a su madre congelándola, y que, aunque las chicas le dispararon, fue Romeo el que permitió que Christian se desangrara cuando podían haberlo salvado. Furioso ante esta revelación, Moisés llega al hotel e informa a las chicas de que Romeo y sus hombres están llegando, y que quiere ayudarlas a matarlo. Aunque al principio no le creen, Coral y Greta aceptan su ayuda a regañadientes. El grupo huye justo en el último segundo y se esconde en la furgoneta de Moisés, mientras que los hombres de Romeo se dan cuenta de que han huido. |              |                                          |                                             |                                                                 |                           |
| 23 | 7            | «Desamparo y hockey sobre hielo»         | David Barrocal, Jorge Calvo y Óscar Pedraza | David Oliva, David Barrocal, Esther Martínez Lobato y Álex Pina | 13 de enero de 2023       |
| El grupo logra escapar mientras los hombres de Romeo siguen rastreando a las chicas. Debido a las drogas que se habían caído de la bolsa cuando Wendy iba a recogerla, ella descubre que Coral había seguido drogándose, incluso cuando ella y Gina creían que lo había dejado. Decepcionadas, Wendy y Greta abandonan a Coral y se llevan al bebé. A petición de Coral, Moisés se la lleva a la casa de los rusos, vacía hasta el mes siguiente, para ayudarla a rehabilitarse. Coral intenta lidiar con su depresión después de haber perdido a su última amiga, mientras que Moisés también intenta lidiar con su propia crisis existencial y sus pensamientos suicidas. Wendy y Greta roban un coche, cuyo conductor lo denuncia a los hombres de Romeo cuando se topan con él. Los hombres de Romeo las encuentran y las persiguen. Las chicas las despistan apagando las luces de atrás e incapacitan su furgoneta antes de irse. En el club, Romeo empieza a sospechar sobre Moisés cuando sus hombres le cuentan que no se ha presentado y, al llamarle, no recibe respuesta. A la mañana siguiente, después de asaltar a Darwin, Wendy y Greta se encuentran con otro hombre, Diego, que acepta llevarlas a su casa, aunque su hermana, Becky, sospecha de ellas. Mientras tanto, Coral intenta escapar de la casa, pero Moisés la atrapa. De vuelta en la casa, Coral sugiere que las muertes de la familia de Moisés fueron su culpa, lo cual finalmente le empuja a suicidarse tirando el coche a la piscina con él dentro, sin saber que Coral le ha descubierto. |              |                                          |                                             |                                                                 |                           |
| 24 | 8            | «Oro, incienso y plomo»                  | David Barrocal y Óscar Pedraza              | David Oliva, David Barrocal, Esther Martínez Lobato y Álex Pina | 13 de enero de 2023       |
| Coral logra salvar a Moisés de su intento de suicidio. Wendy le cuenta a Diego que están siendo perseguidas por el exnovio de Greta para convencerle de dejarlas quedarse. Greta, harta de las mentiras de Wendy, le reprocha tanto su falta de honestidad como su abandono a Coral. Wendy lanza una bengala al aire para atraer la atención de Coral, y empieza a preparar junto a Greta una emboscada para los hombres de Romeo. Al ver la bengala, Coral, junto con Moisés, se prepara para reunirse con sus amigas. En el club, Romeo, temeroso de que las chicas le atrapen, recurre a los servicios de un cura para que le ayude a encontrar el perdón de Dios. Darwin y Cachopo asaltan la casa de Diego y Becky y, después de retenerles, buscan a Wendy y Greta, quienes les queman vivos. Coral y Moisés se reúnen con Wendy y Greta, y después de liberar a Diego y Becky, el grupo decide acabar con Romeo de una vez por todas. El grupo logra entrar en el club y mata a algunos de los hombres de Romeo, y Wendy usa las muertes de Darwin y Cachopo como advertencia para el resto. Coral y Moisés acorralan a Romeo, quien intenta huir usando a las otras chicas de rehenes e intentando sobornarles con el dinero de su caja fuerte, pero Wendy le ataca por detrás y lo noquean. El grupo encierra a Romeo en una tubería de gas y detonan el club con él dentro. Lejos del club, Moisés le pide una segunda oportunidad a Coral, quien se niega a perdonarle después de todo lo que le hizo. Moisés se despide de Coral y se va, buscando empezar una nueva vida. Las chicas se despiden de Diego y Becky y celebran su libertad. Coral, Wendy y Greta conducen el autobús del desaparecido club, ocupado por las demás exprostitutas, hacia el horizonte, en busca de un nuevo comienzo. |              |                                          |                                             |                                                                 |                           |

## Producción

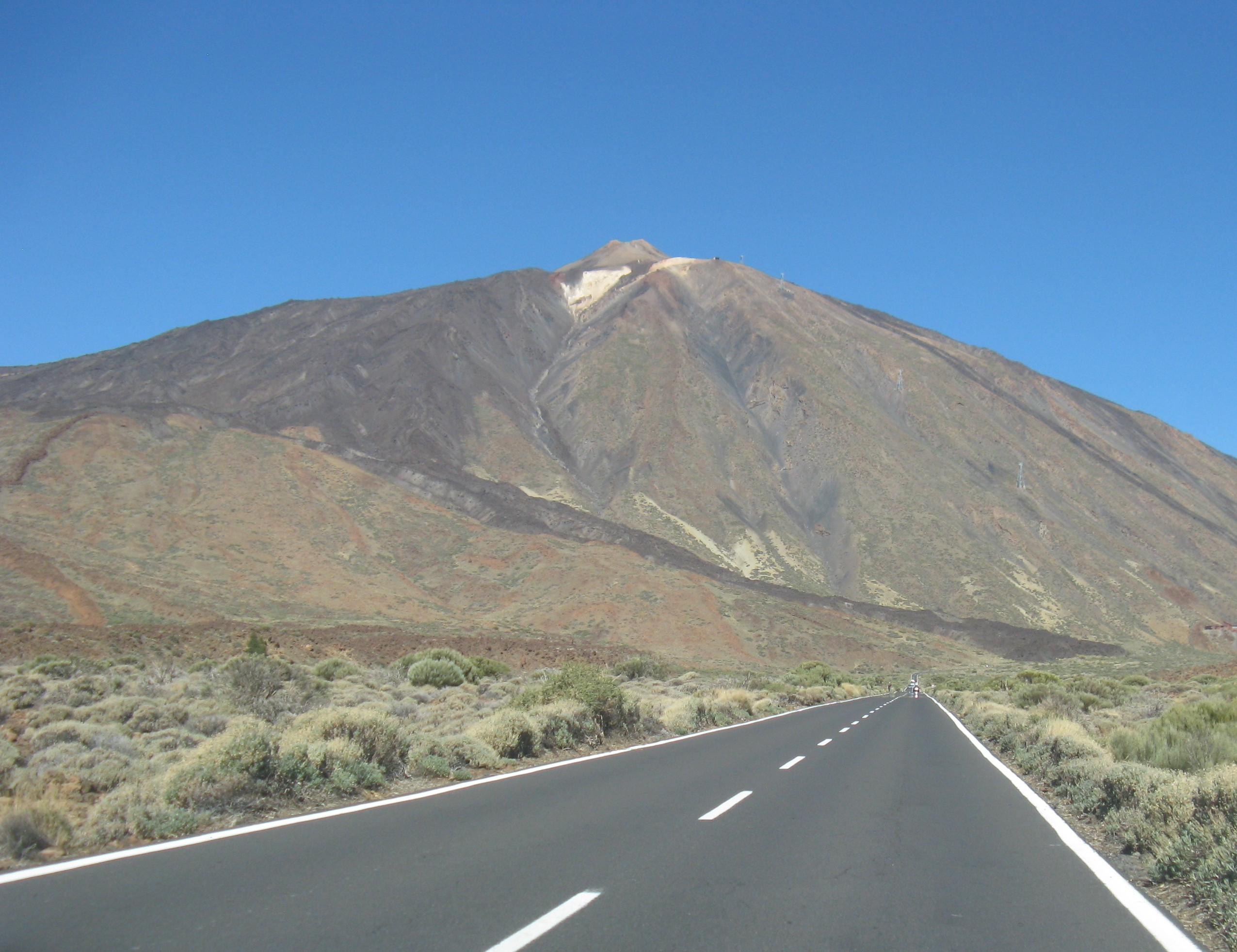
Exteriores del Teide que se utilizaron en el rodaje de Sky Rojo. Vía Flickr Por: S.Rae (CC BY 2.0)

Grabada en locaciones de Madrid y Tenerife, la serie está producida por Vancouver Media para Netflix. Álex Pina y Esther Martínez Lobato son los creadores y productores ejecutivos, junto a Jesús Colmenar, con el apoyo de los coproductores ejecutivos David Barrocal, Migue Amoedo y David Victori. La serie está dirigida por Jesús Colmenar, Óscar Pedraza, David Victori, Albert Pintó, Javier Quintas y Eduardo Chapero-Jackson. El equipo de guionistas está formado por Álex Pina, Esther Martínez Lobato, David Barrocal, David Oliva, Javier Gómez Santander, Juan Salvador López y Mercedes Rodrigo. Migue Amoedo es el director de fotografía junto a David Azcano y David Acereto, mientras que Juan López Olivar y Cristina López Ferraz están al frente de la dirección de producción.
El rodaje comenzó en Madrid el 18 de noviembre de 2019 y, más tarde, continuó en Arico, Tenerife. El rodaje estaba previsto que se trasladara a Castilla-La Mancha a principios de 2020 y se desarrollara allí durante aproximadamente cuatro meses. Sin embargo, el proyecto fue retrasado por la pandemia del COVID-19 y el rodaje continuó en octubre de 2020 en Madrid.
La serie está programada para durar dos temporadas de ocho episodios de 25 minutos de duración, cada una. En un comunicado conjunto, los creadores dijeron: «Queríamos que Sky Rojo tuviera la misma acción frenética de siempre, pero usando un tiempo de ejecución de 25 minutos para dar más dinamismo a la trama de la escapada y la carrera por supervivencia. El tercer acto de una película o un episodio es donde toda la energía converge para producir la explosión más vibrante de todos los conflictos que se están narrando. Lo que nos propusimos fue hacer un tercer acto constante, para canalizar toda nuestra historia a través de esa energía frenética». Una serie que se diferencia de otras novelas españolas hasta el momento, el casting ha sido llevado a cabo por: Eva Leira y Yolanda Serrano.
La serie está completamente ideada para seguir en una segunda temporada. Los creadores Álex Pina y Esther Martínez Lobato han confirmado que esa continuación no es solo una realidad, sino que ya está rodada. Ambos autores lo confirmaban siguiendo la estrategia de La casa de papel, la cual ha sido hasta ahora la serie de habla hispana con más éxito en la plataforma de streaming. "Ahora mismo hemos escrito y rodado dos temporadas con un final abierto", dejando la puerta abierta incluso a una tercera temporada. Los autores han decidido llevarlo a cabo de esta forma siguiendo el modelo de su antecesora La casa de papel, con el apoyo de Netflix. Los autores han comunicado que: "Desde luego los personajes dan para mucho y eso es al final lo que marca en una serie para obtener otra temporada o no, el diseño, construcción y esencia de los personajes; la historia al final es lo de menos", dejando en las manos del público la continuación de la serie más allá de la ya confirmada segunda temporada. La producción de Sky Rojo confirmó que toda la trama se filmó como si fuera una única temporada, aunque más tarde se dividió cada una en 8 capítulos, por ello el reparto no varia. Álex Pina confirmó que si Netflix decide renovar en base a estadísticas y cuentas, puede aparecer la tercera temporada de Sky Rojo, por ello decidió escribir un final abierto para simplificar la producción de la tercera temporada solo por si Netflix lo requería.
La serie ocupó el primer lugar en Netflix España el día de su estreno y ocupó el segundo día después de su estreno el sexto lugar en Netflix a escala mundial, aunque no consiguió posicionarse en ningún puesto entre los diez primeros en países de habla anglosajón.

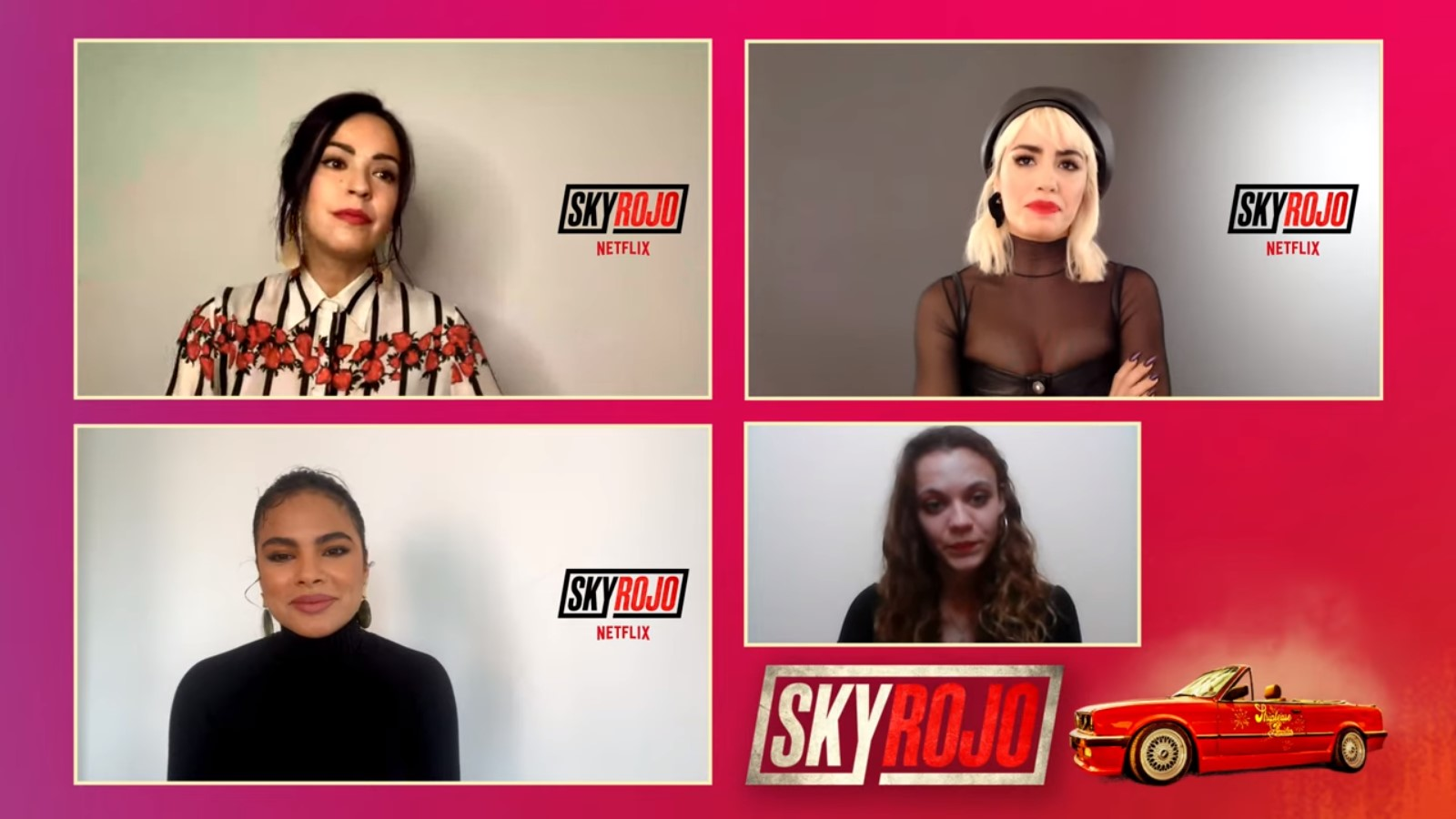
Verónica Sánchez, Lali Espósito y Yany Prado en la promoción de la serie

La estética de Sky Rojo sigue la misma línea de la de La casa de papel y de la propia productora Vancouver Media, destacando el color rojo, escenificando que todo sea bello y espectacular junto a las voces en off que son un sello de Vancouver. No solo es impresionante el club Las Novias donde se desarrolla gran parte de la trama debido a los flashbacks, el vestuario de los personajes, los lugares de grabación (rodaje entre Madrid, Tenerife y Castilla-La Mancha), los coches, las luces, los colores elegidos y todo unido ha plasmado las habilidades únicas de Netflix para escenificar una historia en un mundo de prostitución, corrupción y trata de personas. El equipo de la serie ha viajado hasta Tenerife tres veces, para asegurarse de ver uno de los ambientes más especiales de la isla y plasmarlo a la hora de contar la historia: “En el sur de Tenerife, el paisaje con colores quemados y tonos volcánicos es exactamente lo que queremos enseñar”, comunicó Valerio Marello, el gerente de localizaciones de la producción. En los caminos de Tenerife Sur se rodaron algunas escenas. En dichas escenas se observa a los protagonistas moverse a toda velocidad con el distintivo color del paisaje, y al utilizar una paleta más oscura para la fotografía se puede distinguir en la serie las zonas de: Médano, Costa del Silencio y las zonas áridas cerca de Arico; incluso el pico más famoso de España, el Teide, también destaca en la producción junto a los diferentes detalles capturados en el Parque nacional del Teide. Para lograr buscar un equilibrio y facilitar el rodaje de la serie de Netflix bajo el sello español, el equipo de Vancouver recreó el entorno canario donde se desarrolla toda la acción, en la zona más cercana a la capital como: Castilla-La Mancha, debido a que las similitudes en paisajes desérticos a los de las Islas Canarias, con la diferencia de que la Comunidad Manchega carece de los tonos volcánicos. Huerta de Valdecarábanos fue uno de los epicentros, donde se plasmaron y reconstruyeron en la serie diferentes espacios ficticiamente pertenecientes a Tenerife. Una de las localizaciones fundamentales y más importantes que tuvieron que crear desde cero en Sky Rojo fue el aterrador club Las Novias. Su construcción está inspirada en las películas del lejano Oeste de vaqueros, se tuvo que optar por construirse en una finca privada con armazón de hierro y techo fijo junto a su carretera pavimentada de varios centímetros. Los áridos paisajes de Mora de Toledo o Dosbarrios que atraviesan la localidad manchega también sirvieron para hacerlos pasar por el entorno de Tenerife, mientras que a la altura del aérea protegida de Saladares de Huerta de Valdecarábanos también se puede distinguir numerosas escenas donde se producen varias huidas y capturas de los personajes. Las escenas en interiores como: la tienda de muebles, la nave de carnaval y las del club Las Novias se desarrollaron en los platós del centro de producción de Vancouver Media en Madrid.